# EMI

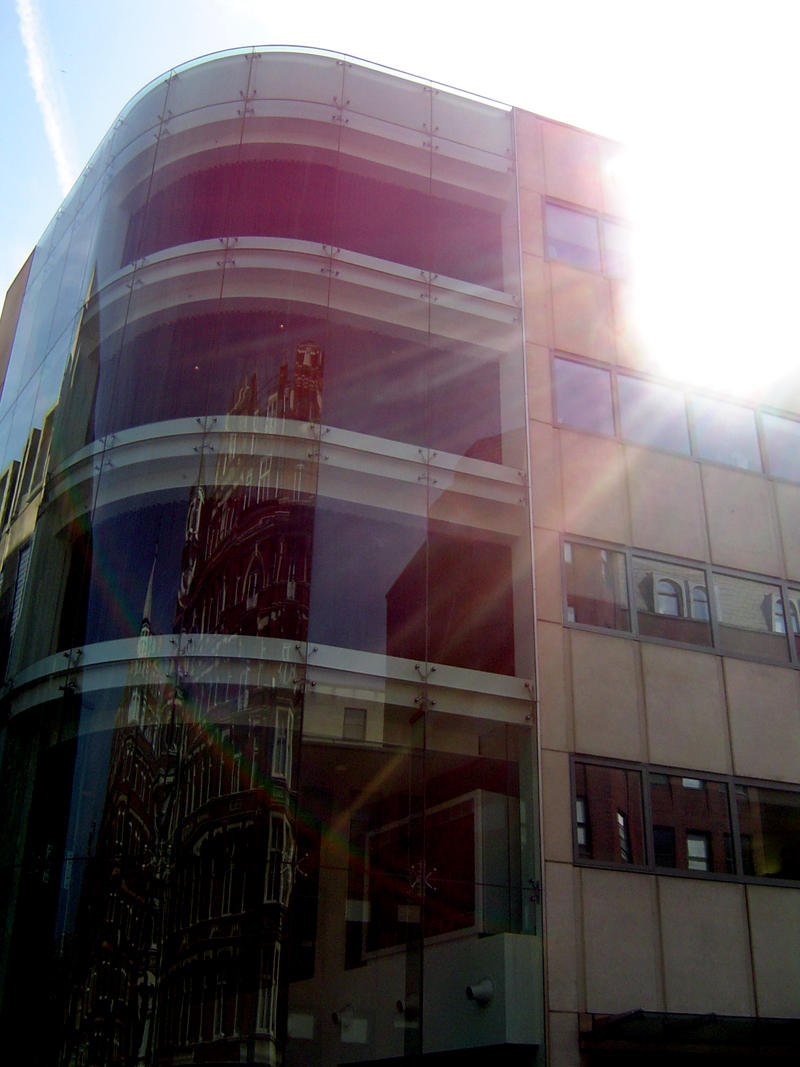
Původní budova EMI v Londýně; nynějším vlastníkem je Warner Music UK.

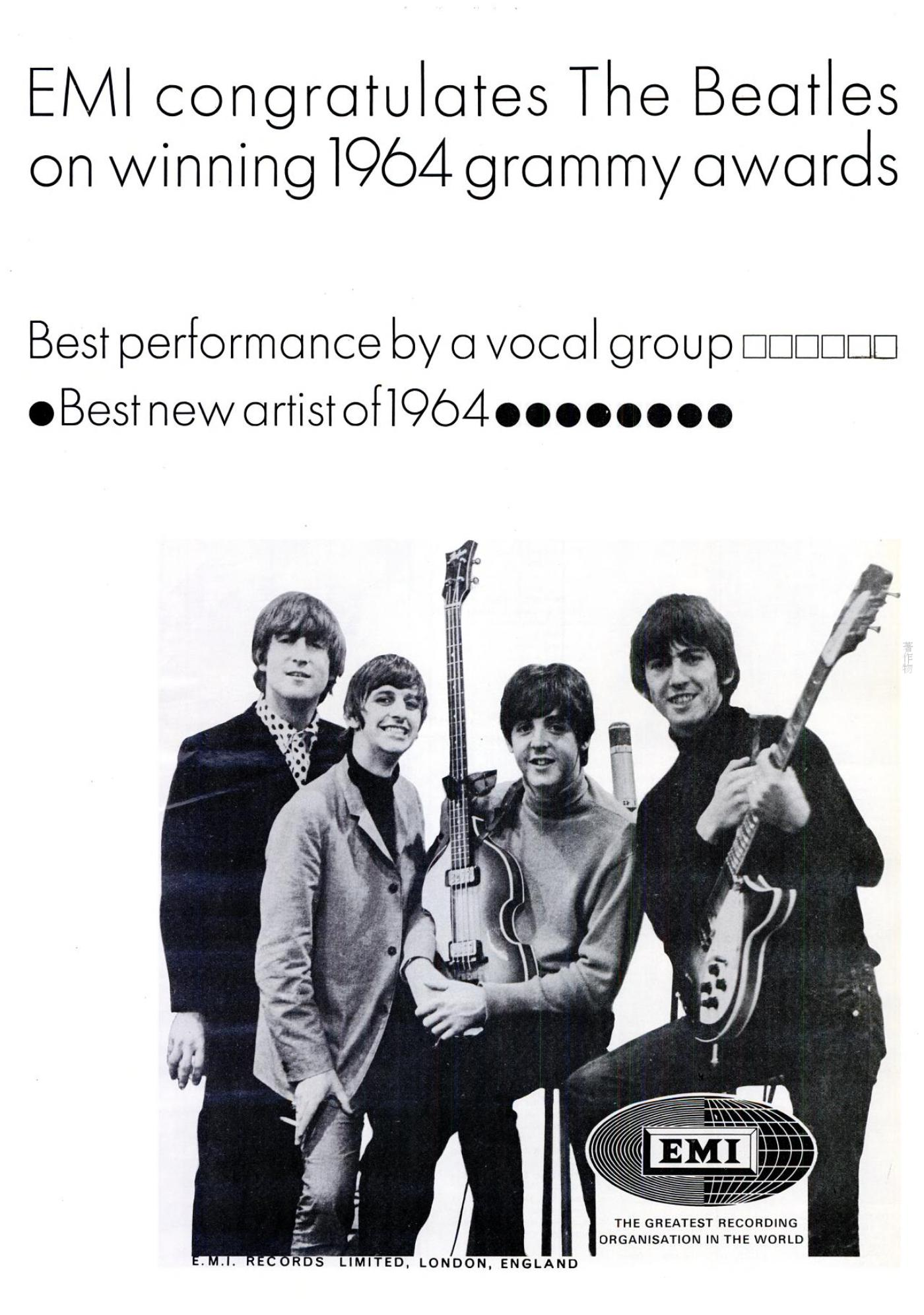
Reklamní inzerát gratulující The Beatles k výhře Grammy Award.

EMI (oficiálně EMI Group Limited, původně zkratka pro Electric and Musical Industries, často zkracována jako EMI Records a EMI Music) bylo britské nadnárodní hudební vydavatelství a nahrávací společností spadající do velké světové čtyřky Major labelů. V roce 2011 bylo EMI prodáno společnostem Universal Music Group a Sony BMG.

## Seznam vydavatelství EMI
- Angel Music Group
  - Innocent Records
- Angel Records
- Apple Records
- At Large Recordings
- Blue Note
- Capitol Records
- Gold Label Records (Hong Kong)
- R:W
- Mosaic Records (50% podíl)
- The China Record Co. (Čína)
- Chrysalis Records
- DFA Records
- Electrola (Německo)
- EMI Christian Music Group
  - Forefront Records
  - Sparrow Records
  - Tooth and Nail Records
    - BEC Recordings
    - Solid State Records
    - Uprok Records
- EMI Classics
- EMI Films
- EMI Gospel
- EMI Latin
- EMI Records
- Food Records
- Forefront Records
- GramCo (Indie)
- Harvest Records
- Heavenly Recordings
- His Master's Voice
- Monitor
  - Escape
- Music For Pleasure
- Mute Records
  - Blast First
  - The Fine Line
  - Future Groove
  - The Grey Area
  - Novamute
  - Parallel Series
  - Thirteenth Hour Recordings
- Narada Productions
- Odeon Records
- Parlophone
- Path Orient (Čína)
- Pathé Records
- Pomaton EMI
- Positiva
- RAK Records
- Real World
- Regal Zonophone Records
- SBK Songs
- Sparrow Records
- Sixsteps Records
- Studio 2 Stereo
- Tiny Consumer
- Toshiba-EMI (Japonsko)
- Virgin Records
  - 10 Records
  - Astralwerks
  - Circa Records
  - Siren Records
  - VC Recordings - Hut Records
- Worship Together